# Ортонвилл (тауншип, Миннесота)
Ортонвилл (англ. Ortonville) — тауншип в округе Биг-Стон, Миннесота, США. На 2000 год его население составило 2287 человек.

## География
По данным Бюро переписи населения США площадь тауншипа составляет 48,1 км², из которых 45,2 км² занимает суша, а 3,0 км² — вода (6,19 %).

## Демография
По данным переписи населения 2000 года здесь находились 2287 человек, 977 домохозяйств и 635 семей.  Плотность населения —  50,6 чел./км².  На территории тауншипа расположено 1189 построек со средней плотностью 26,3 построек на один квадратный километр. Расовый состав населения: 97,77 % белых, 0,39 % афроамериканцев, 0,83 % коренных американцев, 0,09 % азиатов,  0,31 % — других рас США и 0,61 % приходится на две или более других рас. Испанцы или латиноамериканцы любой расы составляли 0,57 % от популяции тауншипа.
Из 977 домохозяйств в 28,0 % воспитывались дети до 18 лет, в 54,7 % проживали супружеские пары, в 7,7 % проживали незамужние женщины и в 35,0 % домохозяйств проживали несемейные люди. 33,1 % домохозяйств состояли из одного человека, при том 20,0 % из — одиноких пожилых людей старше 65 лет. Средний размер домохозяйства — 2,26, а семьи — 2,87 человека.
23,8 % населения — младше 18 лет, 5,1 % — в возрасте от 18 до 24 лет, 20,1 % — от 25 до 44, 24,8 % — от 45 до 64, и 26,2 % — старше 65 лет. Средний возраст — 46 лет. На каждые 100 женщин приходилось 85,9 мужчин.  На каждые 100 женщин старше 18 приходилось 81,6 мужчин.
Средний годовой доход домохозяйства составлял 30 000 долларов, а средний годовой доход семьи —  38 486 долларов. Средний доход мужчин —  30 250  долларов, в то время как у женщин — 20 101. Доход на душу населения составил 16 873 доллара. За чертой бедности находились 6,8 % семей и 9,3 % всего населения тауншипа, из которых 9,2 % младше 18 и 9,1 % старше 65 лет.